# یاسر سالم
یاسر سالم (انگلیسی: Yasser Salem؛ زادهٔ ۱۲ اکتبر ۱۹۸۶) بازیکن فوتبال اهل امارات متحده عربی است.